# Mulinum spinosum
Mulinum spinosum (neneo,  hierba negra,  hierba de la culebra) es una especie de arbusto de la familia Apiaceae. Es endémica de las cordilleras altas y bajas de Chile, desde Coquimbo al extremo sur, y de gran parte de la patagonia argentina.

## Descripción
Se presenta en densas matas en forma de cojín globoso, blando y espinoso; crece hasta 12 dm de altura.  Hojas divididas en tres partes (tríficas),  espinescentes.  Flores de pétalos cortos triangulares y pétalos amarillos que sobresalen por el follaje;  en racimos desde un mismo punto: umbela.

## Forrajera

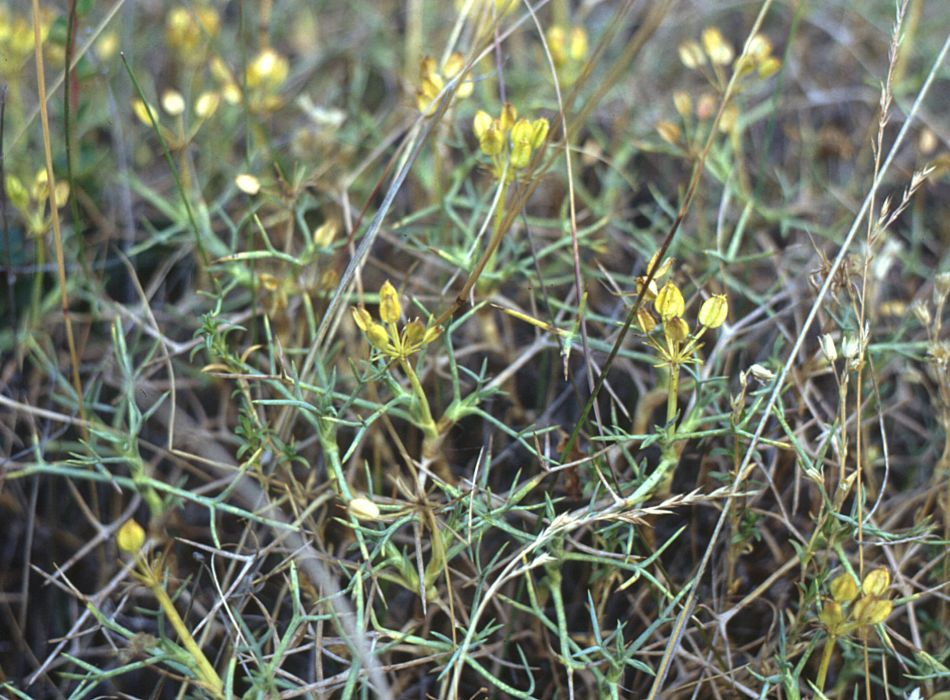
Detalle de rama con frutos.

Es apetecible por los ovinos en primavera y en verano comiendo brotes tiernos, flores y frutos.  Buen valor de proteína y de minerales, poca lignina. Pero con el consumo, la carne los ovinos toma un sabor desagradable. Por ello, antes de sacrificarlos, se los encierra en potreros libres de esta planta. 

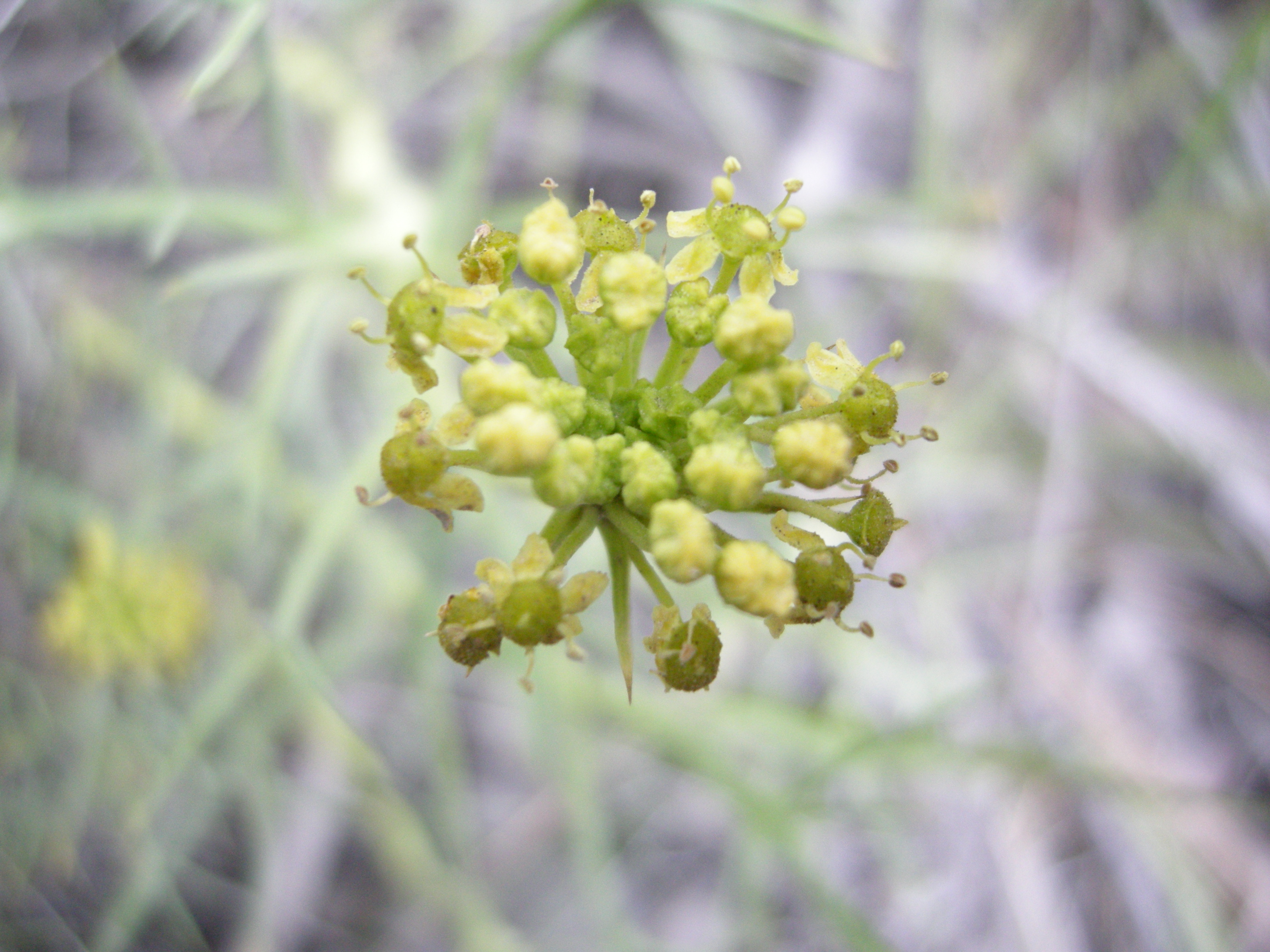
Inflorescencia

## Taxonomía
Mulinum spinosum fue descrita por Christiaan Hendrik Persoon y publicado en Synopsis Plantarum 1: 309. 1805.
Sinonimia
- Mulinum hirsutum Phil.
- Mulinum leoninum Lorentz
- Mulinum ovalleanum Phil.
- Mulinum spinosum var. chillanense Reiche
- Mulinum spinosum var. laxum Reiche
- Selinum spinosum Cav.